# Armiñón
Armiñón – gmina w Hiszpanii, w prowincji Araba, w Kraju Basków, o powierzchni 12,94 km². W 2011 roku gmina liczyła 231 mieszkańców.